# 沖縄県道32号線
沖縄県道32号線（おきなわけんどう32ごうせん）は沖縄県宜野湾市長田と中頭郡中城村字南上原とを結ぶ一般県道。

## 概要

### 区間
- 起点・宜野湾市長田（国道330号、長田交差点）
- 終点・中頭郡中城村字南上原（沖縄県道29号那覇北中城線、南上原交差点）
- 総延長・2.26km（実延長も同じ）

### 通過自治体
- 宜野湾市－中頭郡中城村

### 交差する路線
- 国道330号（起点）
- 沖縄自動車道（宜野湾市志真志・通過のみ）
- 沖縄県道29号那覇北中城線（終点）

### 路線バス
- 97番・琉大（首里）線（那覇バス）　全区間
- 98番・琉大（バイパス）線（琉球バス交通）　宜野湾市長田 - 志真志琉大入口

## 歴史
- 1961年（昭和36年）に琉球政府道32号線として指定。1972年（昭和47年）の本土復帰と同時に県道32号線となる。
- 1990年代後半に起点付近のバイパスが開通する。